# 今にきっと…In My LIFE
「今にきっと…In My LIFE」（いまにきっと イン マイ ライフ）は、後藤真希の14枚目のシングル。2006年1月25日発売。

## 解説
7か月ぶりのシングル。4作ぶりにつんくの手による作詞・作曲の楽曲。

## 収録曲
全作詞：つんく
1. 今にきっと…In My LIFE
作曲：つんく　編曲：鈴木俊介
2. きっと彼氏が出来る方法
作曲：はたけ　編曲：田中直
3. 今にきっと…In My LIFE (Instrumental)

## 参加ミュージシャン
今にきっと…In My LIFE
- プログラミング&ギター：鈴木俊介
- コーラス：後藤真希・竹内浩明

きっと彼氏が出来る方法
- プログラミング：田中直
- エレクトリックギター：鎌田浩二
- コーラス：後藤真希